# Гайдукевич Олег Сергійович
Олег Сергійович Гайдукевич (біл. Алег Сяргеевіч Гайдукевіч; нар.. 26 березня 1977 року, Мінськ, Білоруська РСР, СРСР) — білоруський політичний і громадський діяч, лідер Ліберально-демократичної партії і голова її Вищої Ради з 2019 року.
Депутат Палати Представників Національних зборів Республіки Білорусь сьомого скликання (2019—2023). Є заступником голови комісії Палати Представників з міжнародних справ.

## Життєпис
Олег Гайдукевич народився 26 березня 1977 року в білоруській столиці Мінську.
У 1998 році закінчив Академію Міністерства внутрішніх справ Республіки Білорусь за спеціальністю «правознавство», має кваліфікацію юриста. У 2018 році пройшов перепідготовку в Інституті державної служби Академії управління при Президентові Республіки Білорусь за спеціальністю «міжнародні відносини».
Трудову діяльність розпочав у 1998 році у Фрунзенського РВВС Мінська на посаді співробітника відділу по боротьбі з економічними злочинами. За підсумками службової діяльності за 2000 рік був визнаний найкращим за професією. Працював оперуповноваженим, старшим оперуповноваженим ВБЕЗ Фрунзенського РУВС, старшим оперуповноваженим відділу тяжких злочинів УБЕЗ ГУВС Мінського міськвиконкому, заступником начальника ВБЕЗ Партизанського РВВС і начальником ВБЕЗ Фрунзенського РВВС.
З 1999 по 2012 роки працював в правоохоронних органах Республіки Білорусь. У 2007 році Олег Гайдукевич призначений на посаду начальника РВВС Партизанського району столиці і став наймолодшим начальником районного відділу міліції за всю історію міського управління внутрішніх справ. Через два роки він очолив РУВС найбільшого району столиці — Фрунзенського, де керував штатом з 800 співробітників. Дослужившись до звання підполковника, звільнився з міліції, щоб зайнятися політичною і громадською діяльністю.

## Політична діяльність
З 2012 року по 2014 рік обіймав посаду заступника голови Ліберально-демократичної партії Білорусі. У квітні 2013 року був обраний XIV з'їздом партії членом Вищої Ради Ліберально-демократичної партії Білорусі. З 2014 по 2019 роки працював першим заступником голови Ліберально-демократичної партії Білорусі, яку очолював його батько Сергій Гайдукевич.
У 2016 році балотувався в депутати Палати представників Національного зборів по Свислоцькому виборчому округу № 94 міста Мінська. За результатами виборів отримав 7597 голосів виборців (19,0 %) і зайняв друге місце, поступившись дипломату Валерію Воронецькому.
21 вересня 2019 року на XX з'їзді Ліберально-демократичної партії Олег Гайдукевич був обраний головою Ліберально-демократичної партії, замінивши на цій посаді свого батька — Сергія Гайдукевича.
17 листопада 2019 року знову балотувався в депутати Палати представників вже по Калиновському округу Мінська № 108. За остаточними результатами виборів Олег Гайдукевич набрав 19 539 голосів (48,16 %) виборців округу, тим самим був обраний депутатом 7-го скликання Палати представників. З 98 кандидатів, висунутих Ліберально-демократичною партією став єдиним кандидатом, який був обраний.
У вересні 2018 року заявив про плани стати кандидатом на президентських виборах в Білорусі 2020 року.

### Під час подій 2020–2021 рр.
9 лютого 2020 року на засідання комітету Ліберально-демократичної партії був офіційно оголошений про участь у реєстрації кандидатом у Президенти Білорусі. 20 травня 2020 року ЦВК Білорусі зареєструвала серед 15 ініціативних груп претендентів в кандидати на пост президента і групу Олега Гайдукевича. На думку експертів, ймовірно вважався найсерйознішими реальним суперником Олександру Лукашенку на президентських виборах в Білорусі 2020 року разом з банкіром Віктором Бабариком та очільником «Парку високих технологій» Валерієм Цепкалом.
26 травня 2020 року лідер ЛДП знявся з виборів президента і закликав своїх прихильників голосувати за Олександра Лукашенка, оскільки «не можна допустити розпаду країни». Він додав, що не може «бути повією», але «захищатиме свої переконання». Лідер ЛДП повідомив, що передасть в передвиборний штаб Лукашенка 30 тисяч зібраних підписів. 14 липня він став довіреною особою кандидата Лукашенко.
На початку вересня 2020 року виборці Калинівського виборчого округу № 108 зібрали 700 підписів під листом про те, що вони «втратили довіру до депутата Гайдукевича». Люди порахували, що «депутат бездіє і не захищає інтереси виборців». Але це не допомогло його зняти.
Неодноразово виступав в ЗМІ на захист режиму Лукашенка і з ганьбою демократичної опозиції. Називав «спробою державного перевороту» масові протести проти фальсифікації президентських виборів 2020 року і насильства правоохоронних органів режиму Лукашенка проти інакомислячих.
4 травня 2021 року по телебаченню він погрожував заарештувати лідерів опозиції в еміграції. Після скандальної вимушеної посадки рейсу 4978 авіакомпанії Ryanair у Мінську та затримання блогера Романа Протасевича, що летів цим рейсом, він публічно похвалив спецслужби режиму Лукашенка та повторно пропонував примусово викрасти лідерів опозиції з-за кордону.

### Під час війни Росії проти України
На запитання чи ракети, що летіли в Україну з Білорусії, він відповів: 
|  | «Летіли! І добре, що летіли! Чому вони летіли? Ми що, бомбили там мирних жителей?» |

.

## Міжнародні санкції
21 червня 2021 року був включений в «Чорний список ЄС». Згідно з рішенням ЄС, Гайдукевич «робив публічні заяви, вітаючи перенаправлення літака пасажирського рейсу 4978 Ryanair в Мінськ 23 травня 2021 року. Це політично мотивоване рішення було прийнято без належного обґрунтування і було направлено на арешт і затримання опозиційних журналістів Романа Протасевича та Софії Сапеги і є формою репресій проти цивільного суспільства і демократичної опозиції в Білорусі». Крім того, Гайдукевича в свої санкційні списки включили Велика Британія, Канада, Швейцарія.
9 серпня 2021 року також був доданий до списку спеціально позначених громадян і заблокованих осіб США, а у 2022 року, після початку вторгнення Росії в Україну, до санкцій проти Гайдукевича приєдналися Японія та Україна.

## Особисте життя
Одружений. Виховує дочок, має державні нагороди.

## Нагороди
Нагороджений медаллю «За бездоганну службу» III ступеня.